# Girondins de Bordeaux hockey club
Ne doit pas être confondu avec Girondins de Bordeaux omnisports, Girondins de Bordeaux HBC ou Football Club des Girondins de Bordeaux.
Le Girondins de Bordeaux hockey club (GBHC) est un club français de hockey sur glace situé à Bordeaux, dans le département de la Gironde, qui fait partie du club omnisports des Girondins de Bordeaux de 1988 à 1992.
Il prend la suite du Bordeaux hockey club (équipe des Dogues de Bordeaux) quand le hockey sur glace bordelais devient une section des Girondins. En 1992, le hockey se sépare à nouveau du club omnisports à la suite de difficultés financières, et le Bordeaux Gironde hockey club (Aquitains de Bordeaux) devient le nouveau club bordelais.

## Palmarès
- Championnat de France de Division 1[1] : champion en 1992 ;
- Championnat de France Benjamins : champion en 1989[2] ;
- Ligue du Sud-Ouest Poussins : champion en 1992.

## Statistiques saison par saison
| Saison                       | PJ  | V  | D  | N  | BP  | BC  | Pts | Classement        | Séries éliminatoires | Note                                  |
| ---------------------------- | --- | -- | -- | -- | --- | --- | --- | ----------------- | -------------------- | ------------------------------------- |
| 1988-1989                    | 30  | 10 | 19 | 1  | 110 | 164 |     | 10e, Nationale 1A | Non qualifié         | Maintien                              |
| 1989-1990                    | 40  | 27 | 13 | 0  | 225 | 50  |     | 5e, Nationale 1A  | Non qualifié         | Maitien                               |
| 1990-1991                    | 34  | 20 | 14 | 0  | 186 | 154 |     | 4e, Nationale 1A  | Demi-finaliste       | Relégation financière en Nationale 1B |
| 1991-1992                    | 30  | 25 | 3  | 2  | 225 | 89  |     | 1er, Division 1   | Champion             | Dépôt de bilan                        |
| Totaux Girondins de Bordeaux | 134 | 82 | 3  | 49 | 756 | 557 |     |                   |                      |                                       |

## Personnalités

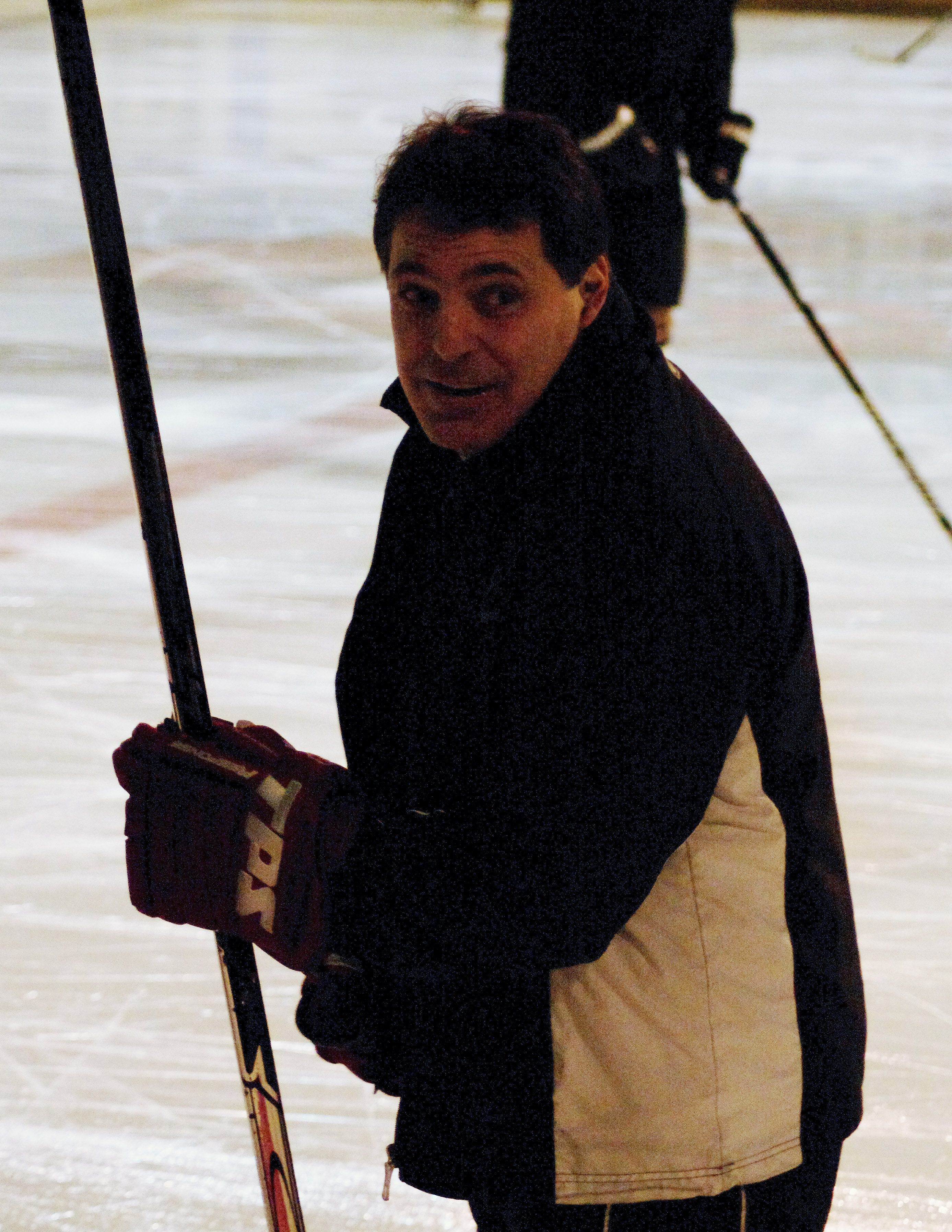
Guy Dupuis (1989-1992)
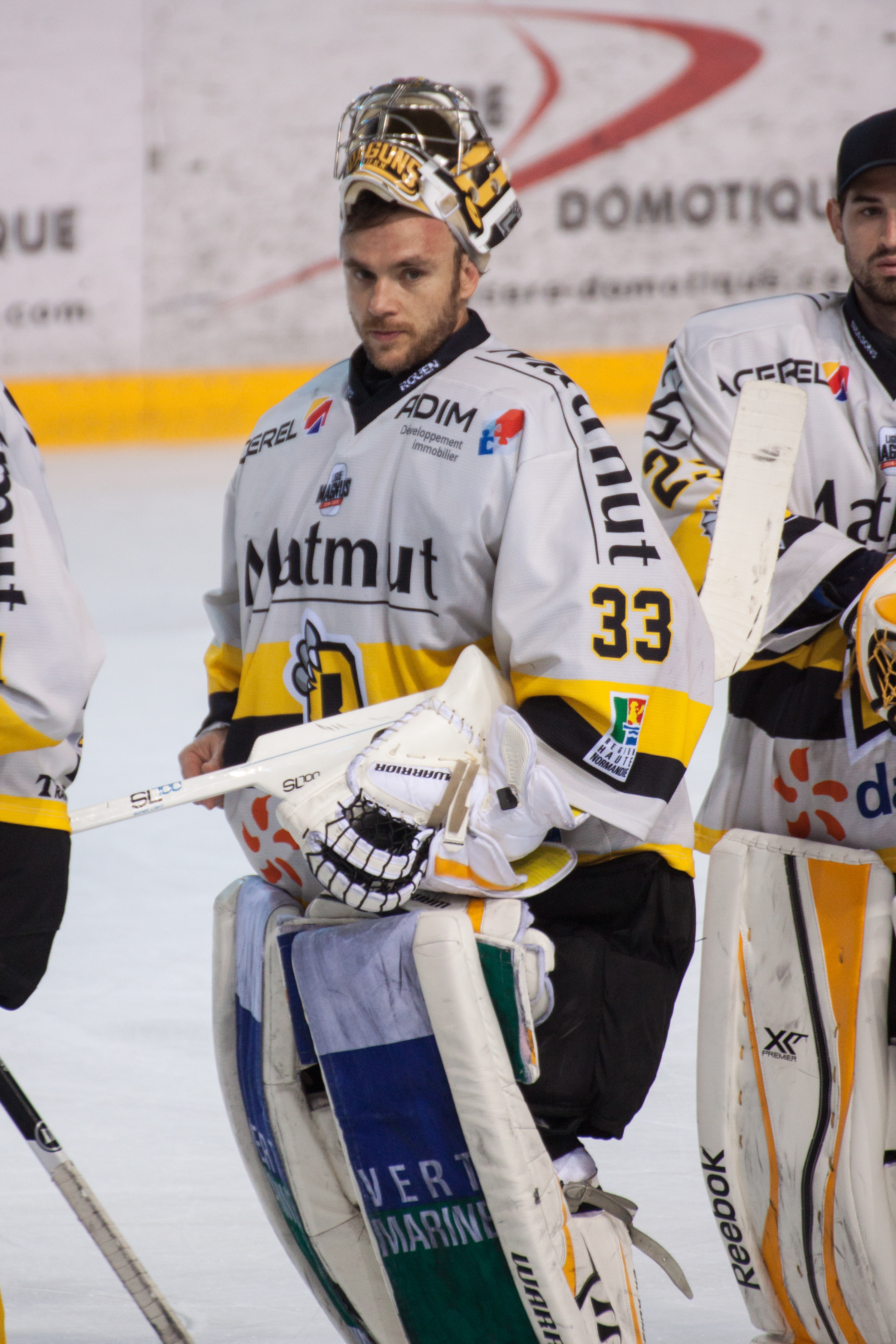
Fabrice Lhenry (1991-1992)

### Meilleur pointeur par saison
- 1988-1989 : Guy Rouleau 46pts (22 buts, 24 assistances) en 30 matchs[1].
- 1989-1990 : Roger Dubé 61pts (44 buts, 17 assistances) en 31 matchs[1].
- 1990-1991 : Roger Dubé 58pts (43 buts, 15 assistances) en 28 matchs[1].
- 1991-1992 : Frédéric Chaisson 71pts (27 buts, 44 assistances) en 21 matchs[1].

### Capitaines
- 1988-1990 : inconnu
- 1990-1992 : Guy Dupuis[4]

### Entraîneurs
- 1988-1989 : Patrick Francheterre
- 1989-1992 : Karlos Gordovil